# 신화 (음악 그룹)
신화(神話, SHINHWA)는 대한민국의 6인조 보이 그룹이자, 최장수 그룹이다. 1998년 3월 24일에 《해결사》로 데뷔했으며, 현재 기준으로 13장의 정규 앨범과 7장의 스페셜 앨범을 발매하였다. 데뷔 이후 멤버 교체와 해체 없이 그룹을 유지해온 것으로 유명하다. 1999년 2집 《T.O.P》부터 인기를 끌기 시작해, 2001년부터 2005년까지 최전성기를 누렸으며 특히 2004년에는 7집 《Brand New》로 가요대상 2개를 수상하고 단독 예능을 런칭하는 등 절정을 맞았다.

## 데뷔와 활동
신화 멤버들은 SM엔터테인먼트의 공개 오디션 및 캐스팅을 통해 선발되었다. 미국에서 H.O.T. 멤버 토니안과 함께 댄스팀으로 활동했던 앤디는 이수만 프로듀서에 의해 캐스팅되어 H.O.T. 멤버들과 함께 데뷔를 준비했으나, 앤디의 부모가 나이 등을 이유로 데뷔를 반대해 결국 앤디는 다시 미국으로 돌아갔다. 그러던 1996년 연말, 미국을 방문한 이수만은 로스앤젤레스에서 앤디와 재회했으며 이 때 이수만은 앤디를 다시 캐스팅했다. 1997년 초, 이수만은 한인 라디오 방송 PD의 주선으로 에릭을 소개받고, 노래방에서 오디션을 본 뒤 그를 캐스팅했다. 이수만은 앤디를 캐스팅한 뒤 그와 함께 미국 LA에서 열리는 오디션에 동행시켰는데, LA 오디션에서 이들은 유학생활을 하던 신혜성을 캐스팅했다. 비슷한 시기, 전주에서 댄스팀을 결성해 왕성히 활동하고 있던 이민우 역시 이수만에 의해 발탁되어 연습생이 되었다. 이민우의 친구인 작곡가 박상준 역시 멤버로 캐스팅되었으나, 1997년 9월 전진이 새 멤버로 합류하면서 데뷔조에서 제외되었다. 1997년 11월 3일, 이수만은 밴드부 보컬로 활동하던 김동완을 캐스팅, 6인조 그룹을 결성시킨다. 
1집 《해결사》로 1998년 3월 24일 KMTV "쇼 뮤직탱크"를 통해 데뷔했다. 그러나 1998년 당시 IMF와 자연 재해 등의 어수선한 분위기로 인해 큰 성과를 얻지 못했다. 이후 1집 곡 중 《으쌰으쌰》로 후속 활동을 했지만 98년도 물난리로 인해 역시나 큰 성과를 얻지 못했다. 그 후 1999년 4월 15일 발매한 2집 타이틀곡 《T.O.P》는 클래식 백조의 호수를 샘플링한 곡으로 가요 프로그램 1위를 석권하며 가요계에 자리매김하게 된다. 2003년 5월 SM 엔터테인먼트와의 계약 기간이 종료되었고, 멤버 변동 없이 굿 엔터테인먼트와 전속 계약을 체결하였다. 2004년 8월에 7집 《Brand New》를 발매하며 활동을 이어갔고, 데뷔 7년 만에 '서울가요대상'과 'SBS 가요대전'에서 대상의 영광을 안았다.
이후 2006년 8집 《State Of The Art》를 발표해 이전과는 다른 발라드 풍의 타이틀 곡 《Once in a Lifetime》을 선보였다. 음반 시장의 불황에도 불구하고 발매 2주 만에 20만 장이 넘는 판매고를 올려 2006년 음반 판매량 3위에 이름을 올리기도 하였으며 서울, 부산, 중국 상해, 태국, 싱가폴, 일본 도쿄, 오사카에서 4개월 간의 대규모 아시아 투어콘서트를 성황 리에 마쳤다.
2008년 4월, 신화는 정규 9집 앨범을 5만 장 한정 Special Limited Edition, 2만 장 한정 White Edition, 정규 앨범의 세 가지 형태로 각각 발매되었다. 멤버들의 군 입대 전 마지막 앨범이었던 9집은 대외적인 활동이 없었음에도 불구하고 12만 장의 판매 고를 올렸다. 3월 29일, 30일에는 서울 올림픽공원 체조경기장에서 대규모의 콘서트 《SHINHWA MUST GO ON 10TH ANNIVERSARY LIVE IN SEOUL》을 성황 리에 마무리했다. 세계 각지에서 많은 팬들이 찾아와 그들의 10주년을 함께 기념하며 축하했고 신화는 멤버들의 군복무가 끝나기 전까지 각자 개인활동을 활발히 펼치고 군복무를 정상적으로 마친 뒤 새로운 모습으로 꼭 돌아오겠다는 기약을 했다.
2011년 8월, 신화의 전 멤버들은 향후의 그룹 활동에 관한 세부적인 사항을 논의한 끝에 신화컴퍼니를 설립하였다. 신화컴퍼니는 에릭, 이민우가 공동대표이며 신화의 국내 활동에 대해 전적으로 책임진다. 또한 신화 멤버들은 신화의 상표권을 갖고 있는 오픈월드 엔터테인먼트 측과 협의를 마쳤으며 오픈월드 측은 신화의 국내 활동을 제외하고 해외 활동에 관한 초상권 및 앨범 라이센스 등의 권한을 갖기로 한 것으로 알려졌다. 그러나 2014년 신화는 상표권 소유를 증명할 서류를 달라고 요청하였다가 준미디어가 이에 응하지 않자 계약 해지를 통보했고 약정금 반환 소송을 냈다. 이에 준미디어 측은 맞 소송을 냈다. 법원은 "상표권은 준미디어 측에 있다"며 준미디어 측의 일부 승소 판결을 내렸다. 이에 신화 측은 항소를 제기했으며, 향후 문제의 소지를 없애기 위해 회사명을 신화컴퍼니에서 신컴엔터테인먼트로 변경했다. 2015년 5월 29일 법원에서 조정 절차를 통해 팀 이름에 대한 상표권을 넘겨 받기로 합의함에 따라 신화는 향후 아무런 제재 없이 '신화'라는 이름을 쓸 수 있게 됐다. 2015년 6월 11일 신컴엔터테인먼트는 회사 명을 본래의 신화컴퍼니로 변경했다.
2012년 3월 이민우의 소집해제로 멤버들이 모두 국방의 의무를 마치고 같은 해 3월 23일, 정규 10집 발매와 동시에 3월 24일, 25일 양일간 서울 올림픽공원 체조경기장에서 관객 통산 2만 4천명을 동원한 《THE RETURN》 컴백 콘서트를 성황리에 마쳤으며 4개월 간 일본(도쿄), 중화인민공화국(베이징), 중화민국(타이완), 싱가포르 등지를 도는 아시아 투어에 성황리에 마쳤다.
이듬해인 2013년에는 3월 16일, 17일 데뷔 15주년을 기념하는 콘서트인 《THE LEGEND CONTINUES》를 개최한 바 있으며 5월에 정규 11집 《The Classic》을 발표하여 기존의 군무를 탈피한 '보깅댄스'라는 특색있는 안무를 선보인《This Love》를 통해 역대 최다 수상인 8회 1위를 거머쥐었다. 이후 1달 간의 앨범 활동을 마무리하고 홍콩, 베이징, 상해, 도쿄, 타이완 그리고 서울 등 아시아 6개 주요 지역의 콘서트 투어를 성공적으로 마쳤다.
신화가 지금까지 맡은 CF로는 《코카콜라》, 《아이비클럽》, 《교촌치킨》, 《롯데리아》, 스위스 명품 시계 《라도》, 《CGV》, 《새우깡》, 《FRJ》, 《버커루진》, 《닙스》, 정장브랜드 《로이젠》, 《치킨매니아》 등이 있다. 참여한 OST로는 《101번째 프로포즈》, 《신입사원》 등이 있으며, 서울시 책 읽는 서울 캠페인에 홍보 대사로 위촉 되기도 했다. 그들이 맡은 프로그램은 《자유선언 오늘은 토요일-신화창조 2000》, 《실제상황 토요일-연애편지》, 《신화방송》 등이 있다. 특히 《배틀신화》에서 '제2의 신화'라는 타이틀로 신인 그룹을 발굴한 바 있으며, 2012년 3월부터 2014년 1월까지 《신화방송》이라는 신화만의 예능을 만들어 JTBC에서 방영한 바 있다.
형제 같은 관계, 오랜 우정이 기반이 된 멤버들. 신화는 노래, 랩, 작곡, 작사, 프로듀서, 안무 등 실력까지 겸비하고 있다. 아이돌이 그룹 활동과 개별 활동을 병행하는 '따로 또 같이' 전략의 시초가 신화이다. 에릭(문정혁)은 배우로도 큰 성공을 거두며 다수의 CF 모델로 활약했고 예능 프로에도 출연하였다. 김동완은 배우, 예능인, 솔로 가수, 뮤지컬까지 활동하였다. 이민우는 솔로 가수, 프로듀서, 오디션 프로 심사나 예능 프로에서 활동하였다. 신혜성(정필교)는 멤버 중 유일하게 연기자로 데뷔하지 않았고 솔로 가수로 공연형 가수를 추구하며, 예능 프로 출연도 하였다. 전진(박충재)는 솔로 가수 활동과, 다양한 예능 프로에서 두각을 나타내며 활발히 활동하였다. 앤디(이선호)는 솔로 가수와 예능인으로 그리고 소속사 신인을 발탁하는 데에 기여하고 홍보 활동을 하였다. 멤버 모두 다양한 방면에서 다양한 이미지로 활발히 활동하였다. 단지 해체하지 않고 오래해서 얻는 최장수 아이돌이 아닌 비주얼은 물론 실력까지 갖추고 공연까지 완벽하게 해내는 그룹이다. 후배들에게는 물론 팬들에게도 여전히 사랑 받는 우상으로 음반을 내고 공연을 하고 각자 솔로 활동도 열심히 하는 현재 진행형, 신화는 대한민국에 현존하는 최장수 실력파 아이돌 그룹이다.

## 해외에서의 활동
2002년에 5집 《Perfect Man》이 한국 가수 최초로 싱가포르 만다린 차트 11위에 진입한 바 있으며, 일본에서 발표한 정규앨범 《Inspiration #1》는 오리콘 차트 4위에 진입하기도 하였다. 이전에 한국어로 된 베스트 앨범이 오리콘 위클리 차트 65위에 진입하기도 하였다. 해외에서의 인기에 힘입어 2006년 6월 신화 일본 공식팬클럽 'The Legend'가 창단되었다.
2006년에는 서울, 부산, 중화인민공화국 상하이, 태국, 싱가포르, 일본 도쿄, 오사카에서 4개월 간의 대규모 아시아 투어 콘서트를 성황리에 마쳤다. 2007년에는 신화 멤버로서는 최초로 김동완이 개인 팬클럽을 창단했으며 앤디, 에릭, 신혜성 등도 뒤이어 개인 팬미팅을 열었다. 또한, 2007년에 제21회 일본골든디스크대상 베스트 아시아 아티스트상을 수상하면서 정식 활동이 없었음에도 불구하고 높은 음반판매량을 기록하며 베스트 아시아 아티스트상을 수상했다.
2007년 각각 12월 6일과 12월 8일 ~ 12월 9일에는 일본 나고야와 일본 도쿄 사이타마현 슈퍼아레나홀에서 《2007 JAPAN TOUR SHINHWA FOREVER》라는 제목으로 대규모 콘서트를 가지고 총 3만4천여 명의 관객을 동원했고, 12월 15일 중화인민공화국 상하이 홍구 경기장에서 열린 《2007 Japan Tour - SHINHWA FOREVER》 콘서트에서는 2만 2천여 명의 관객을 동원하였다. 이후 4년 만에 국내에서의 컴백 무대를 가진 후 2012년에는 《The Return》이란 이름으로 서울부터 시작해 중화인민공화국의 상하이, 광저우, 베이징, 중화민국의 타이완, 일본의 도쿄, 고베, 그리고 싱가포르 등을 돌며 약 4개월간 5개국 7개 도시에서 9만 1000명을 모으는 아시아 투어를 가졌다.

## 구성원
| 이름   | 소개                                                                                              |
| ------ | ------------------------------------------------------------------------------------------------- |
| 에릭   | - 본명 : 문정혁 - 생년월일 : 1979년 2월 16일(46세) - 출생지 : 대한민국 서울특별시 강남구 대치동   |
| 이민우 | - 이름 : 이민우 - 생년월일 : 1979년 7월 28일(45세) - 출생지 : 대한민국 전라북도 남원시 인월면     |
| 김동완 | - 이름 : 김동완 - 생년월일 : 1979년 11월 21일(45세) - 출생지 : 대한민국 서울특별시 강남구 대치동  |
| 신혜성 | - 본명 : 정필교 - 생년월일 : 1979년 11월 27일(45세) - 출생지 : 대한민국 서울특별시 강북구 수유동  |
| 전진   | - 본명 : 박충재 - 생년월일 : 1980년 8월 19일(44세) - 출생지 : 대한민국 서울특별시 강동구 성내동   |
| 앤디   | - 본명 : 이선호 - 생년월일 : 1981년 1월 21일(44세) - 출생지 : 대한민국 서울특별시 영등포구 신길동 |

## 음반

### 국내
| 연도       | 앨범 타입     | 앨범명                                             | 타이틀 곡                                                                     |
| ---------- | ------------- | -------------------------------------------------- | ----------------------------------------------------------------------------- |
| 1998.05.09 | 정규 앨범     | 1집《해결사》                                      | - 타이틀 곡 : <해결사> - 후속 곡 : <으샤! 으샤!> - 삼속 곡 : <천일유혼>       |
| 1999.04.15 | 정규 앨범     | 2집《T.O.P.》                                      | - 타이틀 곡 : <T.O.P. (Twinkling Of Paradise)> - 후속 곡 : <Yo! (악동보고서)> |
| 2000.05.27 | 정규 앨범     | 3집《Only One》                                    | - 타이틀 곡 : <Only One> - 후속 곡 : <All Your Dreams>                        |
| 2001.04.01 | 라이브 앨범   | 《First Mythology: 2001 1st Live Concert》         | - 타이틀 곡 : <T.O.P.> - 신곡 : <Chaos>                                       |
| 2001.06.28 | 정규 앨범     | 4집《Hey, Come On!》                               | - 타이틀 곡 : <Hey, Come On !> - 후속 곡 : <Wild Eyes>                        |
| 2002.01.26 | 베스트 앨범   | 《My Choice》                                      | - 타이틀 곡 : <My Life Style>                                                 |
| 2002.03.29 | 정규 앨범     | 5집《Perfect Man》                                 | - 타이틀 곡 : <Perfect Man> - 후속 곡 : <'I Pray 4 U'>                        |
| 2002.12.27 | 정규 앨범     | 6집《너의 결혼식》                                 | - 타이틀 곡 : <너의 결혼식> - 후속 곡 : <중독>                                |
| 2003.10.07 | 라이브 앨범   | 《The Everlasting Mythology: Shinhwa 2nd Concert》 | - 타이틀 곡 : <Wild Eyes>                                                     |
| 2003.12.30 | 스페셜 앨범   | 《Winter Story》                                   | - 타이틀 곡 : <Young Gunz>                                                    |
| 2004.08.30 | 싱글 앨범     | 《How do I say》                                   | - 타이틀 곡 : <How do I say>                                                  |
| 2004.08.27 | 정규 앨범     | 7집《BRAND NEW》                                   | - 타이틀 곡 : <Brand New> - 후속 곡 : <열병 (Crazy)>                          |
| 2004.12.17 | 리메이크 앨범 | 《Winter Story 2004-05》                           | - 타이틀 곡 : <세월의 흔적 다 버리고>                                         |
| 2005.04.14 | 싱글 앨범     | 《Hey, Dude!》                                     | - 타이틀 곡 : <Hey, Dude! (코카콜라 CF 신화편)>                               |
| 2005.08.05 | 싱글 앨범     | 《Summer Story 2005 (Single)》                     | - 타이틀 곡 : <Oh! (New Club-Mix Ver.)>                                       |
| 2006.03.15 | 라이브 앨범   | 《Shinhwa 2005 Japan Tour Live》                   | - 타이틀 곡 : <Brand New>                                                     |
| 2006.05.11 | 정규 앨범     | 8집《State Of The Art》                            | - 타이틀 곡 : <Once In A Lifetime> - 후속 곡 : <Your Man>                     |
| 2006.08.16 | 정규 앨범     | 8집《State Of The Art (Special Edition)》          | - 타이틀 곡 : <Throw My Fist> (Solid Groove Mix Ver.)                         |
| 2007.01.25 | 스페셜 앨범   | 《Winter Story 2006~2007》                         | - 타이틀 곡 : <예쁘잖아>                                                      |
| 2007.12.05 | 싱글 앨범     | 《Winter Story 2007》                              | - 타이틀 곡 : <눈 오는 날 (The Snowy Night)>                                  |
| 2008.03.24 | 싱글 앨범     | 《다시 한 번만》                                   | - 타이틀 곡 : <다시 한 번만>                                                  |
| 2008.04.03 | 정규 앨범     | 9집《신화 9집》                                    | - 타이틀 곡 : <RUN>                                                           |
| 2008.07.03 | 정규 앨범     | 9집《신화 9집 (White Edition)》                    | - 타이틀 곡 : <흔적 (Destiny Of Love)>                                        |
| 2012.03.23 | 정규 앨범     | 10집《The Return》                                 | - 타이틀 곡 : <Venus>                                                         |
| 2013.05.16 | 정규 앨범     | 11집《The Classic》                                | - 타이틀 곡 : <This Love>                                                     |
| 2015.02.03 | 싱글 앨범     | 《MEMORY》                                         | - 타이틀 곡 : <MEMORY>                                                        |
| 2015.02.26 | 정규 앨범     | 12집《WE》                                         | - 타이틀 곡 : <표적>                                                          |
| 2016.10.22 | 싱글 앨범     | 《아는 사이》                                      | - 타이틀 곡 : <아는 사이>                                                     |
| 2016.11.29 | 미니 앨범     | 13집《UNCHANGING PART1》                           | - 타이틀 곡 : <오렌지>                                                        |
| 2017.01.02 | 정규 앨범     | 13집《13TH UNCHANGING - TOUCH》                    | - 타이틀 곡 : <TOUCH>                                                         |
| 2018.03.26 | 싱글 앨범     | 《SHINHWA TWENTY GIFT SINGLE 'All Your Dreams'》   | - 타이틀 곡: <All Your Dreams (2018)>                                         |
| 2018.08.28 | 스페셜 앨범   | 《SHINHWA TWENTY SPECIAL ALBUM 'HEART'》           | - 타이틀곡:<Kiss Me Like That>                                                |

### 일본
정규 음반
- 1집 'Inspiration #1' (2006년 8월 16일)

싱글
- 僕らの心には太陽がある (Single) (2006년 9월 7일)

## 디스코그래피

### DVD
- 2001 First Mythology (VCD) (2001년 4월)
- SBS 6th Shinhwa Story (2003년 5월 7일)
- The Everlasting Mythology (2004년 6월 9일)
- ShinHwa Live in Seoul : Winter Story 2004-05 우리는 신화입니다. (2005년 4월 15일)
- SHINHWA BRAND NEW STORY (2005년 8월 17일)
- COLOR SET : COLOR:PHOTO BOOK + SHINHWA PERSONAL HISTORIES DVD (2006년 3월 9일)
- Tropical SUMMER STORY FESTIVAL 2005 (2006년 5월 19일)
- 신화 2006 Tour State Of The Art In Seoul (2006년 11월 21일)
- 2006 Japan Tour Inspiration #1 In 부도칸 (2007년 3월 27일)
- 신화 2003-2007 뮤직비디오 컬렉션 (2007년 11월 13일)
- MBC Greatest Artist SHINHWA IN 1998-2007 (2008년 6월 27일)
- SHINHWA MUST GO ON 10th ANNIVERSARY LIVE IN SEOUL (2008년 11월 6일)
- All about SHINHWA (2009년 10월 15일)
- SHINHWA 14th ANNIVERSARY SPECIAL DVD (2012년 10월 30일)
- 2012 SHINHWA GRAND TOUR IN SEOUL ‘THE RETURN’ DVD (2012년 12월 26일)
- 15th ANNIVERSARY CONCERT ‘THE LEGEND CONTINUES’ DVD (2013년 12월 13일)
- 2013 SHINHWA's THE CLASSIC MAKING STORY BOOK (2014년 1월 22일)
- 2013 GRAND FINALE THE CLASSIC in SEOUL (2014년 9월 23일)
- XII “WE” PRODUCTION DVD (2015년 5월 27일)
- 2015 SHINHWA 17th ANNIVERSARY CONCERT ‘WE’ DVD (2015년 11월 25일)
- 2015 SHINHWA 17TH ANNIVERSARY FINALE CONCERT ‘WE_SHINHWA’ DVD (2016년 3월 24일)
- 2016 SHINHWA 18TH ANNIVERSARY CONCERT ‘HERO’ DVD (2016년 12월 19일)
- 2016 SHINHWA LIVE UNCHANGING DVD (2017년 6월 23일)
- 2016 SHINHWA LIVE UNCHANGING Blu-ray (2017년 8월 1일)
- 2017 SHINHWA SUMMER LIVE CONCERT ‘MOVE’ DVD (2018년 7월 17일)
- 2017 SHINHWA SUMMER LIVE CONCERT ‘MOVE’ Blu-ray (2018년 8월 17일)
- SHINHWA 20th ANNIVERSARY PRODUCTION DVD (2018년 11월 22일)
- 2018 SHINHWA 20th ANNIVERSARY CONCERT ‘HEART’ DVD (2019년 7월 12일)
- 2018 SHINHWA 20th ANNIVERSARY CONCERT ‘HEART’ Blu-ray (2019년 8월 16일)

### 포토북
- Face Zoom in Shinhwa first photo album (2000년 6월 26일)
- Shinhwa Photo Collection Wild (2001년 8월 22일)
- 3rd Photo Album SHINHWA visual essay : ADDICT (2003년 3월)
- SHINHWA 2006 Summer Package : Photobook + 쇼핑백 (2006년 8월)
- SHINHWA 2012 14TH THE RETURN STORY BOOK (2013년 3월 29일)
- SHINHWA 13 UNCHANGING STORY (2017년 4월 6일)

## 수상 내역

### 시상식
| 연도   | 수상 내역 |
| ------ | --- |
| 1998년 | - 《문화관광부장관 표창 수상 (선행 연예인)》 (대표 에릭) - 《Mnet 98' 좋은 뮤직비디오 우리가 뽑는다》 남자신인상 |
| 1999년 | - 《문화관광부장관 표창 수상 (청소년 사절단)》 - 《KMTV 가요대전》 본상 - 《MBC 10대 가수 가요제》 30세 미만이 뽑은 10대 가수상 |
| 2000년 | - 제15회 《대한민국 영상음반 대상》 인기 가수상 - 《KMTV 가요대전》 본상 - 《SBS 가요대전》 인기상 |
| 2001년 | - 제18회 《코리아 베스트 드레서 스완 어워즈》 가수부문 올해의 베스트 드레서상 - 제3회 《Mnet Music Video Festival》 남자그룹상 - 제9회 《itv 한국 최고인기 연예대상》 청소년부문 가요 본상 - 제12회 《서울가요대상》 본상 - 제16회 《골든디스크상》 본상 - 《KMTV 가요대전》 본상 - 《SBS 가요대전》 본상 - 《KBS 가요대상》 본상 - 《MBC 10대 가수 가요제》 30세 미만의 국민이 뽑은 10대 가수상 |
| 2002년 | - 제4회 《Mnet Music Video Festival》 남자그룹상 - 제13회 《서울가요대상》 본상 - 제13회 《서울가요대상》 최고 인기상 - 제17회 《골든디스크상》 본상 - 《KMTV 코리안 뮤직 어워드》 본상 - 《SBS 가요대전》 본상 - 《SBS 가요대전》 네티즌 최고 인기상 - 《KBS 가요대상》 본상 - 《MBC 10대 가수 가요제》 10대 가수상 |
| 2003년 | - 제5회 《Mnet Music Video Festival》 남자그룹상 - 제5회 《Mnet Music Video Festival》 네티즌 인기상 - 제14회 《서울가요대상》 본상 - 제18회 《골든디스크상》 본상 - 《KMTV 코리안 뮤직 어워드》 본상 - 《SBS 가요대전》 본상 - 《SBS 가요대전》 네티즌 인기상 |
| 2004년 | - 제19회 《골든디스크상》 본상 - 제19회 《골든디스크상》 인기 뮤직비디오상 - 제6회 《Mnet KM Music Video Festival》 남자그룹상 - 제6회 《Mnet KM Music Video Festival》 댄스부문 - 제6회 《Mnet KM Music Video Festival》 해외 시청자상 - 제15회 《서울가요대상》 모바일 인기상 - 제15회 《서울가요대상》 대상 - 《SBS 가요대전》 대상 - 《KBS 가요대상》 본상 - 문화관광부 《Korean Wave 2004》 한류 감사패 - 제13회 《대한민국 영상대상》 포토제닉상 - 제2회 《코리아 패션 월드 어워즈》 가수부문 - 《MBC 10대 가수 가요제》 10대 가수상 |
| 2005년 | - 《MTV 아시아 뮤직 어워드》 최고 남자 아티스트상 |
| 2006년 | - 제8회 《상하이국제예술제》 특별공로상 - 제4회 《동남경폭 음악방 시상식》 최고그룹상 - 《멜론 뮤직 어워드》 올해의 아티스트상 - 제8회 《Mnet KM Music Festival》 YEPP 네티즌 인기상 - 제8회 《Mnet KM Music Festival》 해외 시청자상 - 제21회《골든디스크상》 본상 - 《SBS 가요대전》 본상 |
| 2007년 | - 제21회《일본 골든디스크 대상》 베스트 아시아 아티스트상 - 제9회 《Mnet KM Music Festival》 해외 시청자상 |
| 2008년 | - 제23회 《골든디스크상》 디스크부문 본상 |
| 2013년 | - 제7회 《Mnet 20's Choice》 20's 글로벌 스타상 - 제7회 《Mnet 20's Choice》 20's 보이스상 |
| 2015년 | - 제11회 《골든티켓어워즈》 국내콘서트 뮤지션상 |

### 가요 프로그램 1위
| 연도             | 수상 내역 (총 63회) |
| ---------------- | --- |
| 1999년 (총 13회) | - T.O.P (총 6회) - 6월 8일 KBS 《뮤직뱅크》 MVP - 6월 22일 KBS 《뮤직뱅크》 MVP (통산 2주) - 6월 26일 MBC 《음악캠프》 상반기결산 MVP - 6월 29일 KBS 《뮤직뱅크》 상반기결산 MVP - 7월 4일 SBS 《인기가요》 1위 - 7월 18일 SBS 《인기가요》 1위 (통산 2주) - Yo! (총 7회) - 7월 13일 KBS 《뮤직뱅크》 MVP - 7월 20일 KBS 《뮤직뱅크》 MVP - 7월 27일 KBS 《뮤직뱅크》 MVP - 8월 10일 KBS 《뮤직뱅크》 MVP - 8월 15일 SBS 《인기가요》 1위 - 8월 22일 SBS 《인기가요》 1위 (2주 연속) - 8월 24일 KBS 《뮤직뱅크》 MVP (통산 5주) |
| 2000년 (총 7회)  | - Only One (총 5회) - 6월 24일 MBC 《음악캠프》 1위 - 7월 1일 MBC 《음악캠프》 1위 - 7월 8일 MBC 《음악캠프》 1위 (3주 연속, King of the Camp) - 7월 9일 SBS 《인기가요》 1위 - 7월 16일 SBS 《인기가요》 1위 (2주 연속) - All Your Dreams (총 2회) - 8월 27일 SBS 《인기가요》 1위 - 9월 2일 MBC 《음악캠프》 1위 |
| 2001년 (총 3회)  | - Hey, Come On! (총 3회) - 9월 9일 SBS 《인기가요》 1위 - 9월 9일 itv 《Hot3 Big10》 1위 - 9월 16일 SBS 《인기가요》 1위 (2주 연속) |
| 2002년 (총 5회)  | - Perfect Man (총 4회) - 4월 21일 SBS 《인기가요》 1위 - 4월 28일 SBS 《인기가요》 1위 - 5월 4일 MBC 《음악캠프》 1위 - 5월 5일 SBS 《인기가요》 1위 (트리플 크라운) - I Pray 4 U (총 1회) - 7월 13일 MBC 《음악캠프》 1위 |
| 2003년 (총 4회)  | - 너의 결혼식 (총 4회) - 2월 8일 MBC 《음악캠프》 1위 - 2월 9일 SBS 《인기가요》 뮤티즌송 - 2월 15일 MBC 《음악캠프》 1위 (2주 연속) - 2월 16일 SBS 《인기가요》 뮤티즌송 (2주 연속) |
| 2004년 (총 7회)  | - Brand New (총 5회) - 9월 30일 M.net 《엠카운트다운》 1위 - 10월 7일 Mnet 《엠카운트다운》 1위 - 10월 10일 SBS 《인기가요》 뮤티즌송 - 10월 14일 M.net 《엠카운트다운》 1위 (트리플 크라운) - 10월 17일 SBS 《인기가요》 뮤티즌송 (2주 연속) - 열병 (총 2회) - 12월 12일 SBS 《인기가요》 뮤티즌송 - 12월 19일 SBS 《인기가요》 뮤티즌송 (2주 연속) |
| 2006년 (총 3회)  | - Once in a Lifetime (총 3회) - 6월 11일 SBS 《인기가요》 뮤티즌송 - 6월 18일 SBS 《인기가요》 뮤티즌송 (2주 연속) - 6월 22일 M.net 《엠카운트다운》 1위 |
| 2012년 (총 1회)  | - Venus (총 1회) - 4월 19일 M.net 《엠카운트다운》 1위 |
| 2013년 (총 8회)  | - This Love (총 8회) - 5월 23일 M.net 《엠카운트다운》 1위 - 5월 25일 MBC 《쇼음악중심》 1위 - 5월 29일 MBC MUSIC 《쇼챔피언》 챔피언송 - 5월 30일 M.net 《엠카운트다운》 1위 - 5월 31일 KBS 《뮤직뱅크》 K-Chart 1위 - 6월 1일 MBC 《쇼음악중심》 1위 (2주 연속) - 6월 5일 MBC MUSIC 《쇼챔피언》 챔피언송 (2주 연속) - 6월 6일 M.net 《엠카운트다운》 1위 (트리플 크라운) |
| 2015년 (총 10회) | - 표적 (총 10회) - 3월 11일 MBC MUSIC 《쇼챔피언》 챔피언송 - 3월 12일 M.net 《엠카운트다운》 1위 - 3월 13일 KBS 《뮤직뱅크》 K-Chart 1위 - 3월 14일 MBC 《쇼음악중심》 1위 - 3월 15일 SBS 《인기가요》 1위 - 3월 18일 MBC MUSIC 《쇼챔피언》 챔피언송 (2주 연속) - 3월 19일 M.net 《엠카운트다운》 1위 - 3월 21일 MBC 《쇼음악중심》 1위 (2주 연속) - 3월 22일 SBS 《인기가요》 1위 (2주 연속) - 3월 26일 M.net 《엠카운트다운》 1위 (트리플 크라운)                                                                           |
| 2017년 (총 2회)  | - TOUCH (총 2회) - 1월 15일 SBS 《인기가요》 1위 - 1월 22일 SBS 《인기가요》 1위 (2주 연속) |